# Sorana Coroamă-Stanca
Sorana Coroamă-Stanca (n. Sorana-Iosefina-Caterina Plăcințeanu, 24 ianuarie 1921, Chișinău – d. 7 ianuarie 2007, București) a fost o autoare, regizoare și scenaristă română, fiica medicului profesor universitar ieșean Gheorghe Plăcințeanu și a compozitoarei Mansi Barberis.

## Biografie

### Educație
Face cursurile școlii primare la Bârlad. După absolvirea Facultății de Chimie Industrială a Politehnicii „Gh. Asachi” din Iași (1946), s-a încris la Institutul de Teatru „I. L. Caragiale” din București, profil regia de teatru, avându-i ca maeștri pe Marietta Sadova, Alice Voinescu, Aurora Nasta, Lucia Sturdza Bulandra, Soare Z. Soare, Ion Șahighian, Sică Alexandrescu și pe care l-a absolvit în 1949.

### Excluderea din viața publică între 1959 și 1965
Între 1959 și 1965 a fost exclusă din viața publică și din teatru, din motive politice (mai mulți membri ai familiei au fost persecutați de autoritățile comuniste) și a fost nevoită să lucreze la Cooperativa „Arta Aplicată”, unde a confecționat mărgele și nasturi, pentru a-și câștiga existența.

### Regizor artistic
A lucrat la Teatrul „Constantin Nottara”, Teatrul Național din Iași (prim regizor artistic între 1965-1969), Teatrul Mic din București (1969-1978), Teatrul „Ion Vasilescu” (1978-1983), Teatrul de Operetă (director între 1990-1992), „Theatrum Mundi”, la Deutsches Nationaltheater din Weimar și la Jena și a montat opera Oedip de Enescu la Opera din Weimar. A întreprins numeroase turnee cu piesele regizate de ea, în țară și în străinătate (Germania, URSS, Polonia, Iugoslavia, Maroc).
A regizat peste 190 de spectacole de teatru, printre care Cerere în căsătorie – Cehov, Coboară iarna – Maxwell Anderson, Petru Rareș – Horia Lovinescu, Comedia erorilor– Shakespeare, Micii burghezi – Maxim Gorki, Vrăjitoarele din Salem – Arthur Miller, Soțul ideal – Oscar Wilde, Beckett – Jean Anouilh, Lungul drum al zilei către noapte – Eugene O'Neill, Noaptea iguanei – Tennessee Williams, Profesiunea doamnei Warren de G. B. Shaw, Rața sălbatică – H. Ibsen, Viforul, Luceafăru, Hagi Tudose – Barbu Ștefănescu Delavrancea, Liola, Dar nu e nimic serios – Luigi Pirandello, Amfitrion – Plaut, Cafeneaua – Goldoni, Ursul – Cehov, Steaua Sevillei – Lope de Vega, D’ale carnavalului – I. L. Caragiale. A colaborat la radio-televiziune regizând serialul Mușatinii, O noapte furtunoasă – Caragiale, Egmont – Goethe și teatru radiofonic.
A fost cadru universitar la Institutul de Teatru „I. L. Caragiale” din București, la Facultatea de Filologie a Universității „Babeș-Bolyai” din Cluj și la Universitatea „Hyperion” din București.
Sorana Coroamă-Stanca a scris piese de teatru (Seară cu dans, Ploaia pe acoperiș, Podul, Un anotimp fără nume, Veghea tânărului războinic ș.a.), și scenariii (Mușatinii, Afacerea Protar, după Mihail Sebastian) și a fost cunoscută ca eseistă, critic teatral și literar.
După 1989, a fost o prezență activă în cadrul societății civile, ca membră în comitetul de conducere al Fundației „Memoria”, în Consiliul Național al Alianței Civice, președinte de onoare al Uniunii Italienilor din București, membră UNITER și a Uniunii Scriitorilor.

### Viață personală
Căsătorită, prima oară, la 15 noiembrie 1942, la Iași, cu economistul și doctorul în drept Sextil Coroamă, subdirector în Guvernământul Bucovinei, cu care a avut un fiu, istoricul și muzeograful Radu Coroamă. Al doilea soț a fost poetul, prozatorul, dramaturgul și actorul clujean Dominic Stanca. Corpul neînsufletit al artistei a fost depus la Cimitirul „Reînvierea”.

## Filmografie

### Scenaristă
- Afacerea Protar (1956)

## Premii și distincții
- Premiul de Stat (1953),
- Premiul ATM (1984)[6]
- Premiul Galei UNITER pentru întreaga activitate (1999),
- Doctor honoris causa al Universității de Arte „George Enescu” din Iași (2006).[8]

### Decorații
- Ordinul „Meritul Cultural” clasa a IV-a (6 noiembrie 1967) „cu prilejul împlinirii a 150 ani de la primul spectacol de teatru în limba română la Iași, [...] pentru merite deosebite în domeniul artei dramatice”[9]
- Ordinul național „Serviciul Credincios” în grad de Cavaler (1 decembrie 2000) „pentru realizări artistice remarcabile și pentru promovarea culturii, de Ziua Națională a României”[10]